# The Plugz
The Plugz (auch bekannt als Los Plugz) waren eine Latino-Punkrock-Band aus Los Angeles in den USA, die von 1978 bis 1984 bestand.

## Bandgeschichte
Ursprünglich bestand die Gruppe aus Tito Larriva (Gesang, Gitarre), Charlie Quintana (Schlagzeug) und Barry McBride (Bass). In dieser Besetzung nahmen sie ihr Debütalbum Electrify Me auf. McBride verließ die Band vor den Aufnahmen des zweiten Albums Better Luck, das mit Gastmusikern eingespielt wurde. In der Folge gab es weitere Umbesetzungen.
Songs der Band wurden für den Soundtrack zweier Filme verwendet (siehe Diskografie). Am 22. März 1984 spielten sie mit Bob Dylan in der Fernsehshow Late Night with David Letterman drei Titel.
1984 änderte die Gruppe ihren Namen und nannte sich Cruzados. Am 11. September 2007 kamen die Originalmitglieder der Plugz noch einmal zusammen, um bei The Masque 30th Anniversary Party and Book Release in Los Angeles aufzutreten.

## Diskografie

### Singles
- 1978: Move // Mindless Contentment / Let Go
- 1981: Achinʼ / La Bamba

### Alben
- 1979: Electrify Me
- 1981: Better Luck

### Sampler, Kooperationen und Soundtracks mit Beteiligung der Plugz
- 1983: Los Angelinos: The Eastside Renaissance (Sampler)
- 1984: Donʼt Talk – Bob Dylan & The Plugz
- 1984: Repo Man (Soundtrack)
- 1985: New Wave Hookers (Soundtrack)

### Video
- 1985: Best of New Wave Theatre Volume 1